# Weekend buzz
『weekend buzz』（ウィークエンド・バズ）は、2008年10月4日から2010年3月27日までCROSS FMで放送されていたワイド番組である。ナビゲーターは、前番組『CROSS SATURDAY MORNING』から引き続き立山律子が務めていた。
放送時間は毎週土曜 7:00 - 11:30 （日本標準時）。途中9:05 - 9:30には、同じく立山がナビゲーターを務める『Fukuoka TOYOTA F SESSION』をコーナー番組として放送していた。このコーナーは、本番組の終了後も引き続き『indigo blue』→『green drive』内で行われていた。